# Cristina Odasso
Cristina Odasso (Torino, 26 settembre 1980) è un'attrice italiana.

## Biografia
Formatasi presso la scuola del Teatro Stabile di Torino fondata da Luca Ronconi, nel 2003 entra a far parte della compagnia teatrale dello Stabile di Torino, interpretando piccoli ruoli in spettacoli al fianco di Elisabetta Pozzi e Mariangela D'Abbraccio. 
Nel 2004 è tra le protagoniste de Il Giro di Vite di Carmelo Rifici, tratto dal celebre romanzo di Henry James; nello stesso anno debutta al Teatro Argentina con Il Benessere di Franco Brusati, per la regia di Mauro Avogadro, regista con cui condividerà diverse stagioni teatrali.
Il debutto cinematografico avviene nel 2007 con Manuale d'amore 2 - Capitoli successivi di Giovanni Veronesi.
Nel 2008 si fa notare nel film Riprendimi, presentato al Sundance Film Festival: qui interpreta Mara, una delle tre amiche di Lucia (Alba Rohrwacher). 
Nel 2010 partecipa al film  Io, loro e Lara  di Carlo Verdone, nel ruolo dell'austera assistente sociale Mirella Agnello.
Nel 2012 è coprotagonista della commedia È nata una star? di Lucio Pellegrini ed è nel cast di  Bella addormentata  di Marco Bellocchio, film presentato in concorso alla 69ª Mostra internazionale d'arte cinematografica di Venezia.
Nel 2019 interpreta Francesca Saverio Cabrini come protagonista nel film TV Mother Cabrini.

## Filmografia

### Cinema
- Se devo essere sincera, regia di Davide Ferrario (2004)
- Manuale d'amore 2 - Capitoli successivi, regia di Giovanni Veronesi (2007)
- Signorina Effe, regia di Wilma Labate (2007)
- Una moglie bellissima, regia di Leonardo Pieraccioni (2007)
- Ripopolare la reggia (Peopling the Palaces at Venaria Reale), regia di Peter Greenaway (2007)
- Riprendimi, regia di Anna Negri (2008)
- L'amore non esiste, regia di Massimiliano Camaiti - cortometraggio (2008)
- Italians, regia di Giovanni Veronesi (2009)
- Io, loro e Lara, regia di Carlo Verdone (2010)
- Disinstallare un amore, regia di Alessia Scarso - cortometraggio (2011)
- È nata una star?, regia di Lucio Pellegrini (2012)
- Posti in piedi in paradiso, regia di Carlo Verdone (2012)
- Bella addormentata, regia di Marco Bellocchio (2012)
- Nessuno si salva da solo, regia di Sergio Castellitto (2015)
- Finalmente l'alba, regia di Saverio Costanzo (2023)
- Cento cuori, regia di Paolo Damosso (2023)

### Televisione
- Don Gnocchi - L'angelo dei bimbi, regia di Cinzia TH Torrini - miniserie TV (2004)
- R.I.S. 5 - Delitti imperfetti, regia di Fabio Tagliavia - serie TV, episodio 5x18 (2009)
- Lola & Virginia, regia di Alessandro Celli - serie TV (2011)
- Questo nostro amore 70, regia di Luca Ribuoli - serie TV, seconda stagione, episodi Forti emozioni - Amori e Dolori (2014)
- I misteri di Laura, regia di Alberto Ferrari - serie TV, episodio Il mistero del colonnello (2015)
- Mother Cabrini, regia di Daniela Gurrieri - film TV (2019)

## Teatro
- Amleto, di William Shakespeare, regia di Walter Le Moli. Teatro Farnese di Parma (2002)
- Don Chisciotte, tratto da Don Chisciotte della Mancia di Miguel de Cervantes, regia di Henning Brockhaus (2002)
- Il genio buono e il genio cattivo, di Carlo Goldoni, regia di Mauro Avogadro (2003)
- Il benessere, di Franco Brusati, regia di Mauro Avogadro. Teatro Argentina di Roma (2004)
- Il giro di vite, tratto da Il giro di vite di Henry James, regia di Carmelo Rifici (2004)
- La donna del mare, di Henrik Ibsen, regia di Mauro Avogadro. Teatro Argentina di Roma (2006)
- Cinque donne con lo stesso vestito, di Alan Ball, regia di Eleonora Pippo (2006)
- Van Gogh, di Luciano Nattino, regia di Stefano Amatucci. Teatro Bellini di Napoli (2008)
- The Women, di Clare Boothe Luce, regia di Carlotta Corradi (2008)
- Auting, di Noemi Serracini, regia di Noemi Serracini (2009)
- Paspartù (Frida Kahlo), di Massimiliano Bruno, regia di Pietro De Silva (2009)
- Per caso o per amore, di Benedetta Buccellato, regia di Benedetta Buccellato (2010)
- Le relazioni pericolose, tratto da Le relazioni pericolose di Pierre Choderlos de Laclos, regia di Silvia Giulia Mendola (2011)
- Una notte bianca, di Gabriele Pignotta, regia di Gabriele Pignotta (2012)
- Ti sposo ma non troppo, di Gabriele Pignotta, regia di Gabriele Pignotta (2013)
- Mi piaci perché sei così, di Gabriele Pignotta, regia di Gabriele Pignotta (2013)
- Scusa sono in riunione, ti posso richiamare?, di Gabriele Pignotta, regia di Gabriele Pignotta. Teatro Sistina di Roma (2013)